# Danh sách ngân hàng tại Việt Nam
Tại Việt Nam hiện có 49 ngân hàng, bao gồm các ngân hàng sau: Ngân hàng Nhà nước, ngân hàng thương mại cổ phần, ngân hàng liên doanh, chi nhánh ngân hàng nước ngoài tại Việt Nam và ngân hàng 100% vốn nước ngoài.

## Ngân hàng chính sách
Việt Nam có hai ngân hàng chính sách:
| STT | Tên ngân hàng                        | Tên tiếng Anh                    | Tên viết tắt | Vốn điều lệ (tỷ đồng) | Trang chủ   | Năm cập nhật |
| --- | ------------------------------------ | -------------------------------- | ------------ | --------------------- | ----------- | ------------ |
| 1   | Ngân hàng Chính sách xã hội Việt Nam | Vietnam Bank for Social Policies | NHCSXH/VBSP  | 24.270,5              | vbsp.org.vn | 2024         |
| 2   | Ngân hàng Phát triển Việt Nam        | Vietnam Development Bank         | VDB          | 15.086                | vdb.gov.vn  | 2024         |

## Hệ thống Quỹ tín dụng nhân dân
Hệ thống quỹ tín dụng nhân dân ở Việt Nam gồm:
- Ngân hàng Hợp tác xã Việt Nam (Co-op bank) (tiền thân là Quỹ tín dụng nhân dân Trung ương)
- Các Quỹ tín dụng nhân dân cơ sở (Quỹ tín dụng phường, xã)

## Ngân hàng thương mại do Nhà nước làm chủ sở hữu
| STT | Tên ngân hàng                                | Tên tiếng Anh                                           | Tên giao dịch | Vốn điều lệ (tỷ đồng) | Trang chủ, Hội sở                 | Đại lý bảo hiểm nhân thọ | Ngày cập nhật |
| --- | -------------------------------------------- | ------------------------------------------------------- | ------------- | --------------------- | --------------------------------- | ------------------------ | ------------- |
| 1   | Nông nghiệp và Phát triển Nông thôn Việt Nam | Vietnam Bank for Agriculture and Rural Development, LLC | Agribank      | 51.639                | agribank.com.vn 2 Láng Hạ, Hà Nội | FWD                      | 31/12/2024    |

## Ngân hàng thương mại cổ phần đại chúng
| STT | Tên ngân hàng                    | Tên tiếng Anh                                       | Tên giao dịch, Mã chứng khoán | Vốn điều lệ (tỷ đồng) | Trang chủ, Hội sở                                                                                       | Đại lý bảo hiểm nhân thọ | Ngày cập nhật |
| --- | -------------------------------- | --------------------------------------------------- | ----------------------------- | --------------------- | --- | ------------------------ | ------------- |
| 1   | Ngoại thương Việt Nam            | Bank for Foreign Trade of Vietnam, JSC              | Vietcombank, VCB              | 83.557                | vietcombank.com.vn/ Vietcombank Tower, 198 Trần Quang Khải, Hà Nội                                      | FWD                      | Q2/2025       |
| 2   | Việt Nam Thịnh vượng             | Vietnam Prosperity Bank, JSC                        | VPBank, VPB                   | 79.339                | vpbank.com.vn VPBank Tower, 89 Láng Hạ, Hà Nội                                                          | AIA                      | Q2/2025       |
| 3   | Kỹ thương Việt Nam               | Vietnam Technological and Commercial Bank, JSC      | Techcombank, TCB              | 70.862                | techcombank.com.vn Số 6 Quang Trung, Hoàn Kiếm, Hà Nội                                                  | Manulife                 | Q2/2025       |
| 4   | Đầu tư và Phát triển Việt Nam    | Bank for Investment and Development of Vietnam, JSC | BIDV, BID                     | 70.214                | bidv.com.vn BIDV Tower, 194 Trần Quang Khải, Hà Nội                                                     | BIDV Metlife             | Q2/2025       |
| 5   | Quân đội                         | Military Bank, JSC                                  | MBBank, MBB                   | 61.023                | mbbank.com.vn MB Grand Tower, 63 Lê Văn Lương, Hà Nội                                                   | MB Ageas life            | Q2/2025       |
| 6   | Công thương Việt Nam             | Vietnam Bank for Industry and Trade, JSC            | VietinBank, CTG               | 53.700                | vietinbank.vn 108 Trần Hưng Đạo, Hà Nội                                                                 | VBI/Manulife             | Q2/2025       |
| 7   | Á Châu                           | Asia Commercial Bank, JSC                           | ACB                           | 51.367                | acb.com.vn Lưu trữ ngày 26 tháng 1 năm 2021 tại Wayback Machine 442 Nguyễn Thị Minh Khai, Q.3, TP HCM   | Sunlife                  | Q2/2025       |
| 8   | Sài Gòn – Hà Nội                 | Saigon – Hanoi Bank, JSC                            | SHB                           | 40.657                | shb.com.vn 77 Trần Hưng Đạo, Hà Nội                                                                     | Dai-ichi Life            | Q2/2025       |
| 9   | Phát triển Thành phố Hồ Chí Minh | Ho Chi Minh City Development Bank, JSC              | HDBank, HDB                   | 35.101                | hdbank.com.vn 25Bis Nguyễn Thị Minh Khai, Quận 1, TP. HCM                                               | FWD                      | Q2/2025       |
| 10  | Quốc tế Việt Nam                 | Vietnam International Bank, JSC                     | VIB                           | 34.040                | vib.com.vn 111A Pasteur, Quận 1, Tp. HCM                                                                | Prudential               | Q2/2025       |
| 11  | Lộc Phát Việt Nam                | Fortune Vietnam Bank, JSC                           | LPBank, LPB                   | 29.873                | lpbank.com.vn Thai Holdings Tower, 210 Trần Quang Khải, Hà Nội                                          | Dai-ichi Life            | Q2/2025       |
| 12  | Đông Nam Á                       | Southeast Asia Bank, JSC                            | SeABank, SSB                  | 28.450                | seabank.com.vn BRG Tower, 198 Trần Quang Khải, Hà Nội                                                   | Prudential               | Q2/2025       |
| 13  | Tiên Phong                       | Tien Phong Bank, JSC                                | TPBank, TPB                   | 26.420                | tpb.vn 57 Lý Thường Kiệt, Hà Nội                                                                        | Sunlife                  | Q3/2024       |
| 14  | Hàng hải Việt Nam                | Vietnam Maritime Joint Stock Commercial Bank        | MSB                           | 26.000                | msb.com.vn Lưu trữ ngày 12 tháng 5 năm 2008 tại Wayback Machine TNR Tower, 54A Nguyễn Chí Thanh, Hà Nội | Prudential               | Q3/2024       |
| 15  | Phương Đông                      | Orient Commercial Bank, JSC                         | OCB                           | 24.658                | ocb.com.vn The Hallmark, 15 Trần Bạch Đằng, Thủ thiêm, Tp Thủ Đức                                       | Generali                 | Q3/2024       |
| 16  | Sài Gòn                          | Saigon Commercial Bank, JSC                         | SCB                           | 20.020                | https://www.scb.com.vn/ 19–25 Nguyễn Huệ, Phường Bến Nghé, Quận 1, Thành phố Hồ Chí Minh, Việt Nam      | Manulife                 | Q4/2021       |
| 17  | Sài Gòn Thương tín               | Sai Gon Thuong Tin Joint Stock Commercial Bank      | Sacombank, STB                | 18.852                | sacombank.com.vn 266 - 268 Nam Kỳ Khởi Nghĩa, Quận 3, TP. HCM                                           | Dai-ichi Life            | Q4/2023       |
| 18  | Xuất nhập khẩu Việt Nam          | Vietnam Export-Import Bank, JSC                     | Eximbank, EIB                 | 18.688                | eximbank.com.vn 72 Lê Thánh Tôn, Q.1, TP.HCM                                                            | Generali                 | Q2/2025       |
| 19  | Nam Á                            | Nam A Bank, JSC                                     | Nam A Bank, NAB               | 18.007                | namabank.com.vn 201 - 203 Cách Mạng Tháng Tám, Quận 3, Tp. HCM                                          | FWD                      | Q3/2024       |
| 20  | Quốc Dân                         | National Citizen Bank, JSC                          | NCB                           | 11.780                | ncb-bank.vn 25 Lê Đại Hành, Hà Nội                                                                      | MAP life                 | Q2/2025       |
| 21  | An Bình                          | An Binh Bank, JSC                                   | ABBANK, ABB                   | 10.350                | abbank.vn Tòa nhà Geleximco, 36 Hoàng Cầu, Hà Nội                                                       | Dai-ichi Life            | Q4/2023       |
| 22  | Bắc Á                            | Bac A Bank, JSC                                     | Bac A Bank, BAB               | 9.580                 | baca-bank.vn Tòa nhà BAC A BANK, 9 Đào Duy Anh, Phương Liên, Đống Đa, Hà Nội                            | Dai-ichi Life            | Q2/2025       |
| 23  | Đại chúng Việt Nam               | Vietnam Public Joint Stock Commercial Bank          | PVCombank                     | 9.000                 | pvcombank.com.vn 22 Ngô Quyền, Hà Nội                                                                   | Prudential               | Q4/2023       |
| 24  | Việt Nam Thương tín              | Viet Nam Thuong Tin Joint Stock Commercial Bank     | VietBank, VBB                 | 8.210                 | vietbank.com.vn 62A Cách Mạng Tháng Tám, Quận 3, TP.HCM                                                 | Hanwhalife               | Q2/2025       |
| 25  | Bản Việt                         | Ban Viet Bank, JSC                                  | BVBank, BVB                   | 6.408                 | bvbank.net.vn 412 Nguyễn Thị Minh Khai, Quận 3, TP.HCM                                                  | AIA                      | Q2/2025       |
| 26  | Việt Á                           | Viet A Bank, JSC                                    | Viet A Bank, VAB              | 5.400                 | vietabank.com.vn 105 Chu Văn An, Hà Đông, Hà Nội                                                        | Chubb Life               | Q4/2022       |
| 27  | Thịnh vượng và Phát triển        | Prosperity and Growth Joint Stock Commercial Bank   | PGBank, PGB                   | 5.000                 | pgbank.com.vn 14-16 Hàm Long, Hà Nội                                                                    |                          | Q2/2025       |
| 28  | Kiên Long                        | Kien Long Joint Stock Commercial Bank               | Kienlongbank, KLB             | 3.653                 | kienlongbank.com Số 40-42-44 Phạm Hồng Thái, P.Vĩnh Thanh Vân, Tp.Rạch Giá, T.Kiên Giang                | Hanwhalife               | Q4/2023       |
| 29  | Sài Gòn Công thương              | Saigon Bank for Industry and Trade, JSC             | Saigonbank, SGB               | 3.388                 | saigonbank.com.vn 2C Phó Đức Chính, Quận 1, TPHCM                                                       |                          | Q4/2023       |
| 30  | Bảo Việt                         | Bao Viet Bank, JSC                                  | Baoviet Bank                  | 3.150                 | baovietbank.vn 16 Phan Chu Trinh, Hà Nội                                                                |                          | Q2/2019       |

## Ngân hàng thương mại trách nhiệm hữu hạn một thành viên thuộc diện đã được chuyển giao bắt buộc do các ngân hàng thương mại khác làm chủ sở hữu
| STT | Tên ngân hàng             | Tên tiếng Anh                  | Tên giao dịch | Vốn điều lệ (tỷ đồng) | Trang chủ, Hội sở                                                                                                   | Ngân hàng mẹ | Ngày cập nhật |
| --- | ------------------------- | ------------------------------ | ------------- | --------------------- | --- | ------------ | ------------- |
| 1   | Ngoại thương Công nghệ số | Vietcombank Neo Limited        | VCBNeo        | 3.000                 | cbbank.vn 145-147-149 Hùng Vương, Phường 2, thành phố Tân An, tỉnh Long An                                          | Vietcombank  | 31/12/2024    |
| 2   | Việt Nam Hiện Đại         | Modern Bank of Vietnam Limited | MBV           | 4.000,1               | Tòa nhà Daeha, 360 Kim Mã, phường Ngọc Khánh, quận Ba Đình, Hà Nội                                                  | MB           | 31/12/2024    |
| 3   | Dầu khí Toàn cầu          | Global Petro Bank, LLC         | GPBank        | 3.018                 | gpbank.com.vn Lưu trữ ngày 29 tháng 1 năm 2009 tại Wayback Machine Tòa nhà Capital Tower, 109 Trần Hưng Đạo, Hà Nội | VPBank       | 31/03/2024    |
| 4   | Số Vikki                  | Vikki Digital Bank             | Vikki Bank    | 5.000                 | vikkibank.vn 72 phố Lý Thường Kiệt, phường Trần Hưng Đạo, quận Hoàn Kiếm, Thành phố Hà Nội                          | HDBank       | Q2/2018       |

## Ngân hàng 100% vốn nước ngoài và chi nhánh, văn phòng đại diện
| TT | Ngân hàng                                                                       | Tên tiếng Anh      | Quốc gia   | Trang chủ, Trụ sở                                                   |
| -- | ------------------------------------------------------------------------------- | ------------------ | ---------- | ------------------------------------------------------------------- |
| 1  | Ngân hàng TNHH MTV Shinhan Việt Nam                                             | Shinhan Bank       | Hàn Quốc   | shinhan.com.vn 138-142 Hai Bà Trưng, Quận 1, TP. HCM                |
| 2  | Ngân hàng TNHH một thành viên HSBC Việt Nam                                     | HSBC               | Hongkong   | hsbc.com.vn 235 Đồng Khởi, quận 1, TP. HCM                          |
| 3  | Ngân hàng Standard Chartered                                                    | Standard Chartered | Anh        | sc.com/vn Tòa nhà Capital Place, 29 Liễu Giai, Hà Nội               |
| 4  | Ngân hàng Woori Bank tại Việt Nam                                               | Woori Bank         | Hàn Quốc   | woori.com.vn Tòa nhà Keangnam, Phạm Hùng, Hà Nội                    |
| 5  | Ngân hàng CIMB tại Việt Nam                                                     | CIMB Bank          | Malaysia   | cimbbank.com.vn Tòa nhà Corner Stone, 16 Phan Chu Trinh, Hà Nội     |
| 6  | Ngân hàng Public Bank Việt Nam                                                  | Public Bank        | Malaysia   | publicbank.com.vn 2 Ngô Quyền, Quận Hoàn Kiếm, Hà Nội               |
| 7  | Ngân hàng Hong Leong Việt Nam                                                   | Hong Leong Bank    | Malaysia   | hlb.com.my/vn 72-74 Nguyễn Thị Minh Khai, quận 3, TP. HCM           |
| 8  | Ngân hàng UOB tại Việt Nam                                                      | UOB                | Singapore  | uob.com.vn 17 Lê Duẩn, Quận 1, Tp HCM                               |
| 9  | Ngân hàng TNHH một thành viên ANZ Việt Nam                                      | ANZ                | Australia  | anz.com/vietnam/vn Gelex Tower, 52 Lê Đại Hành, Hà Nội              |
| 10 | Ngân hàng Citibank Việt Nam                                                     |                    | Mỹ         | citibank.com.vn                                                     |
| 11 | Ngân hàng Deutsche Bank Việt Nam                                                |                    | Đức        | db.com/vietnam                                                      |
| 12 | Ngân hàng Đầu tư và Phát triển Campuchia                                        |                    | Campuchia  | bidc.vn Lưu trữ ngày 5 tháng 6 năm 2013 tại Wayback Machine         |
| 13 | Ngân hàng Mizuho                                                                |                    | Nhật Bản   | mizuhobank.com Lưu trữ ngày 29 tháng 8 năm 2012 tại Wayback Machine |
| 14 | Ngân hàng MUFG Bank                                                             |                    | Nhật Bản   | bk.mufg.jp                                                          |
| 15 | Ngân hàng Sumitomo Mitsui Banking Corporation                                   |                    | Nhật Bản   | smbc.co.jp/global/asia                                              |
| 16 | Ngân hàng Commonwealth Bank tại Việt Nam                                        |                    | Australia  | commbank.com.vn                                                     |
| 17 | Ngân hàng Bank of China tại Việt Nam                                            |                    | Trung Quốc | bankofchina.com.vn                                                  |
| 18 | Ngân hàng Maybank tại Việt Nam                                                  |                    | Malaysia   | maybank.com/en/maybank-worldwide.page                               |
| 19 | Ngân hàng ICBC tại Việt Nam                                                     |                    | Trung Quốc | hanoi.icbc.com.cn/icbc                                              |
| 20 | Ngân hàng Scotiabank tại Việt Nam                                               |                    | Canada     | scotiabank.com                                                      |
| 21 | Ngân hàng Commercial Siam bank tại Việt Nam                                     |                    | Thái Lan   | scb.co.th Lưu trữ ngày 12 tháng 2 năm 2013 tại Wayback Machine      |
| 22 | Ngân hàng BNP Paribas tại Việt Nam                                              |                    | Pháp       | vietnam.bnpparibas.com                                              |
| 23 | Ngân hàng Bankok bank tại Việt Nam                                              |                    | Thái Lan   | bangkokbank.com                                                     |
| 24 | Ngân hàng WB tại Việt Nam                                                       |                    |            | worldbank.org/vi/country/vietnam                                    |
| 25 | Ngân hàng RHB (Malaysia) tại Việt Nam                                           |                    | Malaysia   | onlinebanking.rhbgroup.com                                          |
| 26 | Ngân hàng Intesa Sanpaolo (Italia) tại Việt Nam                                 |                    | Ý          | intesasanpaolobank.ro                                               |
| 27 | Ngân hàng JP Morgan Chase Bank (Mỹ) tại Việt Nam                                |                    | Mỹ         | jpmorganchase.com                                                   |
| 28 | Ngân hàng Wells Fargo (Mỹ) tại Việt Nam                                         |                    | Mỹ         | wellsfargo.com                                                      |
| 29 | Ngân hàng BHF - Bank Aktiengesellschaft (Đức) tại Việt Nam                      |                    | Đức        | bag-bank.de                                                         |
| 30 | Ngân hàng Unicredit Bank AG (Đức) tại Việt Nam                                  |                    | Đức        | hypovereinsbank.de                                                  |
| 31 | Ngân hàng Landesbank Baden-Wuerttemberg (Đức) tại Việt Nam                      |                    | Đức        | lbbw.de                                                             |
| 32 | Ngân hàng Commerzbank AG (Đức) tại Việt Nam                                     |                    | Đức        |                                                                     |
| 33 | Ngân hàng Bank Sinopac (Đài Loan) tại Việt Nam                                  |                    | Đài Loan   |                                                                     |
| 34 | Ngân hàng Chinatrust Commercial Bank (Đài Loan) tại Việt Nam                    |                    | Đài Loan   |                                                                     |
| 35 | Ngân hàng Union Bank of Taiwan (Đài Loan) tại Việt Nam                          |                    | Đài Loan   |                                                                     |
| 36 | Ngân hàng Hua Nan Commercial Bank, Ltd (Đài Loan) tại Việt Nam                  |                    | Đài Loan   |                                                                     |
| 37 | Ngân hàng Cathay United Bank (Đài Loan) tại Việt Nam                            |                    | Đài Loan   |                                                                     |
| 38 | Ngân hàng Taishin International Bank (Đài Loan) tại Việt Nam                    |                    | Đài Loan   |                                                                     |
| 39 | Ngân hàng Land Bank of Taiwan (Đài Loan) tại Việt Nam                           |                    | Đài Loan   |                                                                     |
| 40 | Ngân hàng The Shanghai Commercial and Savings Bank, Ltd (Đài Loan) tại Việt Nam |                    | Đài Loan   |                                                                     |
| 41 | Ngân hàng Taiwan Shin Kong Commercial Bank (Đài Loan) tại Việt Nam              |                    | Đài Loan   |                                                                     |
| 42 | Ngân hàng E.Sun Commercial Bank (Đài Loan) tại Việt Nam                         |                    | Đài Loan   |                                                                     |
| 43 | Ngân hàng Natixis Banque BFCE (Pháp) tại Việt Nam                               |                    | Pháp       |                                                                     |
| 44 | Ngân hàng Société Générale Bank - tại TP. HCM (Pháp) tại Việt Nam               |                    | Pháp       |                                                                     |
| 45 | Ngân hàng Fortis Bank (Bỉ) tại Việt Nam                                         |                    | Bỉ         |                                                                     |
| 46 | Ngân hàng RBI (Áo) tại Việt Nam                                                 |                    | Áo         |                                                                     |
| 47 | Ngân hàng Phongsavanh (Lào) tại Việt Nam                                        |                    | Lào        |                                                                     |
| 48 | Ngân hàng Acom Co., Ltd (Nhật) tại Việt Nam                                     |                    | Nhật Bản   |                                                                     |
| 49 | Ngân hàng Mitsubishi UFJ Lease & Finance Company Limited (Nhật) tại Việt Nam    |                    | Nhật Bản   |                                                                     |
| 50 | Ngân hàng Industrial Bank of Korea (Hàn Quốc) tại Việt Nam                      |                    | Hàn Quốc   | http://vie.ibk.co.kr/lang/vi/index.jsp                              |
| 51 | Ngân hàng KEB Hana (Hàn Quốc) tại Việt Nam                                      |                    | Hàn Quốc   | http://kebhana.com/                                                 |
| 52 | Ngân hàng Kookmin Bank (Hàn Quốc) tại Việt Nam                                  |                    | Hàn Quốc   |                                                                     |
| 53 | Ngân hàng Bank of India (Ấn Độ) tại Việt Nam                                    |                    | Ấn Độ      |                                                                     |
| 54 | Ngân hàng Indian Oversea Bank (Ấn Độ) tại Việt Nam                              |                    | Ấn Độ      |                                                                     |
| 55 | Ngân hàng Rothschild Limited (Singapore) tại Việt Nam                           |                    | Singapore  |                                                                     |
| 56 | Ngân hàng The Export-Import Bank of Korea (Hàn Quốc) tại Việt Nam               |                    | Hàn Quốc   |                                                                     |
| 57 | Ngân hàng Busan - (Hàn Quốc) tại Việt Nam                                       |                    | Hàn Quốc   |                                                                     |
| 58 | Ngân hàng Ogaki Kyorítu (Nhật Bản) tại Việt Nam                                 |                    | Nhật Bản   |                                                                     |
| 59 | Ngân hàng Phát triển Hàn Quốc (Hàn Quốc) tại Việt Nam                           |                    | Hàn Quốc   |                                                                     |
| 60 | Ngân hàng Phát triển châu Á (ADB) tại Việt Nam                                  |                    | Quốc tế    |                                                                     |
| 61 | Ngân hàng BPCE                                                                  |                    | Pháp       | https://bpce-vietnam.com/                                           |
| 62 | Ngân hàng Oversea-Chinese Banking Corp (OCBC) tại Việt Nam                      |                    | Singapore  |                                                                     |
| 63 | Ngân hàng Đại chúng TNHH Kasikornbank - Chi nhánh TP. Hồ Chí Minh               |                    | Thái       | https://www.kasikornbank.com.vn/                                    |

## Ngân hàng liên doanh
| Stt | Tên ngân hàng           | Vốn điều lệ     | Tên giao dịch tiếng Anh, tên viết tắt | Trang chủ, Hội sở |
| --- | ----------------------- | --------------- | ------------------------------------- | --- |
| 1   | Ngân hàng TNHH Indovina | 165 triệu USD   | IVB                                   | https://www.indovinabank.com.vn/vi/ Lưu trữ ngày 1 tháng 7 năm 2019 tại Wayback Machine 97A Nguyễn Văn Trỗi, Quận Phú Nhuận, TP. HCM |
| 2   | Ngân hàng Việt - Nga    | 168,5 triệu USD | VRB                                   | http://www.vrbank.com.vn Lưu trữ ngày 22 tháng 10 năm 2009 tại Wayback Machine 75 Trần Hưng Đạo, Hà Nội                              |